# Banino
Banino, dodatkowa nazwa w języku kaszubskim Banino, (niem. Banin) – wieś kaszubska w Polsce położona w województwie pomorskim, w powiecie kartuskim, w gminie Żukowo. Wieś jest siedzibą sołectwa Banino, w której skład wchodzi również miejscowość Borowiec.
Miejscowość jest siedzibą Ochotniczej Straży Pożarnej oraz parafii rzymskokatolickiej Niepokalanego Poczęcia NMP, należącej do dekanatu Żukowo w archidiecezji gdańskiej.
Przez Banino przejeżdża linia 126 ZTM Gdańsk oraz 810 PA Gryf.

## Nazwa miejscowości
Pierwszy zapis miejscowości z r. 1283 Banino potwierdza dzisiejszą formę nazwy. Wahania zapisów od XIV do XX w. dotyczyły praktycznie tylko rodzaju gramatycznego. Pojawiało się to Banino lub ten Banin. Forma Banin utrwaliła się jako urzędowa nazwa niemiecka przed rokiem 1920, wcześniej Niemcy używali też nazwy Bullenbrok. Pierwszy człon tej nazwy to Bulle czyli 'byk', drugi Bruch bądź Brok w znaczeniu 'bagno', co można odczytać jako teren przeznaczony na pastwisko. Tą drugą nazwę Niemcy reaktywowali w formie Bullenbrock, jako oficjalną nazwę miejscowości w latach II wojny światowej, w ramach zorganizowanej akcji eliminowania słowiańsko brzmiących nazw miejscowych na terenie Kaszub i całego Pomorza Nadwiślańskiego.
Pochodzenie nazwy z pewnością związane jest z wyrazem bania, do którego dodano przyrostek -ino. Pozostaje tylko pytanie czy chodzi tu o rzeczownik pospolity bania, który w j. kaszubskim oznacza 'dynię', czy też o przezwisko, które stało się nazwiskiem Bania. Przezwisko pochodziłoby od rzeczownika bania, w znaczeniu 'głowa, szczególnie łysa'. Trzecią opcją jest pochodzenie od używanego przez Kaszubów określenia bania na 'wzniesienie terenowe, pagórek'.

## Historia miejscowości
W 1283 książę Mestwin II nadał Banino w zamian za krainę gniewską cysterskiemu klasztorowi oliwskiemu. XIII-wieczna miejscowość była wówczas osadą chłopską na prawie polskim. Nowi gospodarze ufundowali kościół pod wezwaniem św. Michała, zniszczony przez pożar wzniecony prawdopodobnie przez Prusów lub husytów. Zachowały się plany odbudowy świątyni przez opata Haskiego z 1686. W drugiej połowie XVI w. wieś nadal należała do cystersów oliwskich. W 1717 wieś wydzierżawił Brandt. W 1818 na skutek pruskiej reformy administracyjnej Banino weszło w skład powiatu kartuskiego. 
W roku 1910 we wsi mieszkało 357 osób - 309 Kaszubów i 48 Niemców. Na początku XX wieku Banino, gdzie ulokowane były dwa dworki: Bukowskiego i Emila Lupkego, otrzymało status wsi dworskiej. Później właściciele dworków zmienili się. Bukowski odsprzedał swój Janowi Karszni z Gdyni, zaś Lupke – Walterowi Goertzowi. Karsznia był właścicielem majątku do 1939. Na początku II wojny światowej został wywieziony wraz z rodziną do Niemiec. Goertz natomiast mieszkał w swojej posiadłości do 1945. Na jego polach pracowali jeńcy wojenni, m.in. wielu Jugosłowian. Po wojnie ziemia została rozparcelowana między gospodarzy.
Kiedy w 1946 ówczesny proboszcz parafii w Matarni ksiądz Kazimierz Rohde zmarł, jego następcą został ksiądz Józef Bigus, który był inicjatorem budowy kościoła w Baninie. W latach 1934–1954 wieś była siedzibą gminy Banino. Wybudowano tu posterunek Milicji Obywatelskiej, który istniał do 1955. Powstał ośrodek zdrowia, Klub Prasy i Książki „Ruch”, zaś od 1953 zaczęła funkcjonować placówka pocztowa. Działały też stronnictwa polityczne, takie jak PZPR czy ZSL. W latach 1954–1973 istniała gromada Banino. W latach 1963–1964 gmina gromadziła 2804 osób, zaś sama wieś liczyła 501 osób. W latach 1975–1998 miejscowość administracyjnie należała do województwa gdańskiego.
Miejscowość została objęta badaniami socjologicznymi jako jedna z wielu wsi, do których migrują mieszkańcy miasta. Naukowcy zdiagnozowali tu szereg konfliktów społecznych, związanych z przestrzenią oraz infrastrukturą wsi (budową sieci wodociągowej, kanalizacyjnej, dróg osiedlowych, parkingów), brak dbałości o przestrzeń wspólną oraz destrukcję więzi społecznych, wyrażająca się w rozpadzie społeczności wsi na ludność miejscową i napływową. Ludność napływowa nie integruje się z rodzimymi mieszkańcami. Rytm życia wsi wyznaczają dojazdy do pracy i na większe zakupy do Trójmiasta.